# Laidback Luke

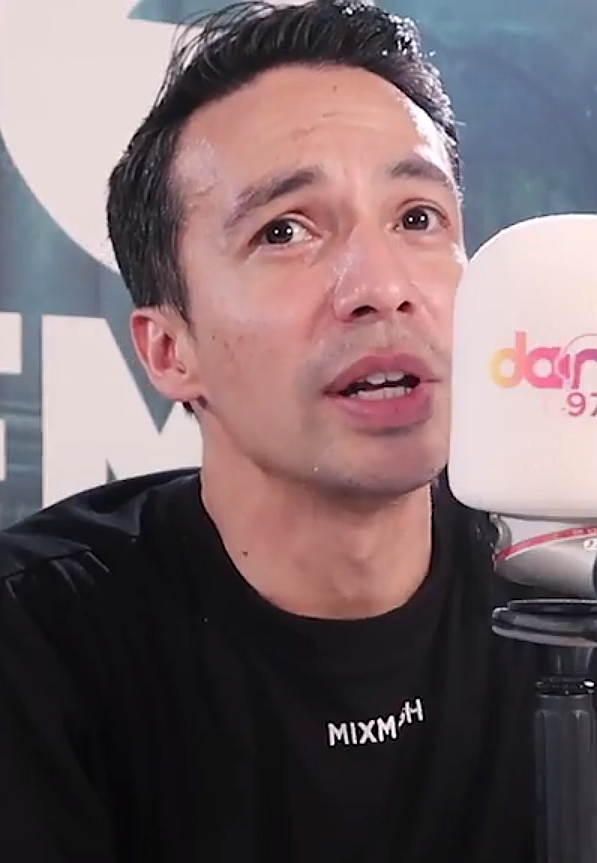
Laidback Luke während eines Interviews (2019)

Laidback Luke (* 22. Oktober 1976 in Manila auf den Philippinen; bürgerlich Lucas Cornelis van Scheppingen) ist ein niederländischer House-DJ und Produzent, der insbesondere durch die 2000 erschienene Single Rocking with the Best seinen Durchbruch feierte.

## Biografie

### Privatleben
Nachdem er bereits einmal verheiratet war, gab er im Jahre 2012 beim ersten Stattfinden des Holy Ship!-Festivals, welches auf einem Schiff stattfindet, bekannt, dass er sich mit der US-amerikanischen DJ Gina Turner verlobt hätte. Am 1. Oktober 2012 fand die Hochzeit in Piermont, New York statt.
Van Scheppingen ist ebenfalls im Kung Fu, insbesondere im Bereich des Choy Li Fut aktiv. 2013 beteiligte sich mit dem Team Kung Fu Holland bei der Weltmeisterschaft in China. Das 4-Mann-Team gewann 23 Goldmedaillen und fünf Silbermedaillen.
Seine Lieder produzierte er anfangs hauptsächlich mit FL Studio. Während seiner Karriere stieg er auf Ableton Live um.

### Karriere
Laidback Luke wuchs in den Niederlanden auf und machte sich zunächst einen Namen als Graffiti-Sprayer, bevor er sich der Musik zuwandte. Er begann vorerst mit dem Remixen, bis er im Jahre 1998 seine Debüt-Single Double 0 veröffentlichte. Daraufhin erschien auch sein erstes Studioalbum Psyched Up. In den folgenden Jahren folgten Auftritte in immer größeren Clubs und auch erste Kollaborationen mit anderen Musikern entstanden. Mit der 2000 erschienenen Single Rocking with the Best erreichte er erstmals die niederländischen Single-Charts. Im Jahre 2003 erschien die Single We Can Not Get Enough!, die als Hymne für das „Dance Valley Festival“ verwendet wurde und bis in die Top-5 der niederländischen Single-Charts vorrückte. Parallel erhielt er Remixaufträge für immer erfolgreichere DJs wie Daft Punk und Steve Angello.
In den nächsten Jahren erschienen zahlreiche weitere Singles, darunter in Zusammenarbeit mit der Swedish House Mafia, David Guetta und Martin Solveig. Des Weiteren tourte Laidback Luke durch zahlreiche Länder und veranstaltete einige Shows in Europa, Nordamerika, Japan und Ibiza. Größeren Erfolg feierte er im Jahre 2009 mit einem Remake des Liedes Show Me Love der US-amerikanischen Sängerin Robin S., mit dem er auch erstmals über die Grenzen seines Heimatlandes bekannt wurde. Noch im selben Jahr landete er mit dem Track Leave the World Behind, den er zusammen mit der Swedish House Mafia produzierte einen Hit. Remixe für unter anderem Beyoncé, Coldplay und Madonna folgten. Im Sommer 2009 trat er erstmals beim Tomorrowland Festival in Belgien auf.
2010 veröffentlichte Laidback Luke in Zusammenarbeit mit dem Singer-Songwriter Jonathan Mendelsohn das Lied Till Tonight, mit dem er neben den Niederlanden auch in Belgien Erfolge feierte. Die Vocals des Liedes wurden für zahlreiche Mash-Ups verwendet, darunter mit dem Instrumentalstück Sunshine von Avicii und David Guetta. Der Mash-Up wurde auf zahlreichen Festivals gespielt und auf YouTube mehrere Millionen male aufgerufen. Mit der Nachfolger-Single Turbulence, die in Zusammenarbeit mit Steve Aoki und US-Rapper Lil Jon entstand stieg er 2011 in Großbritannien und Australien hoch in die Charts ein. Nur kurze Zeit später erschien die Single Natural Disaster gemeinsam mit dem britischen Sänger und Rapper Example, mit der Laidback Luke eine Chartplatzierung in Großbritannien erlangte.
In den folgenden Jahren erschienen immer mehr Kollaborationen mit DJ-Größen. Darunter mit den DJ-Brüdern Dimitri Vegas & Like Mike bei dem Lied More, das insbesondere durch einen Remix des DJ-Duo Blasterjaxx bekannt ist und Martin Solveig für die Single Blow. Auch sein Remix für das Lied Blurred Lines des US-amerikanischen Sängers Robin Thicke gemeinsam mit T.I. und Pharrell Williams erlangte viel Bekanntheit. Im Jahre 2014 erschienen unter anderem die Progressive-House-Tracks Collide und Memories mit Project 46 und Sänger Collin McLoughlin sowie die Big-Room-Single Mufasa zusammen mit Peking Duk, mit denen er hohe Platzierungen in den Beatport-Top-100 erreichte.
In das Jahr 2015 startete Laidback Luke mit der Single S.A.X die er zusammen mit dem deutschen DJ und Produzenten Tujamo aufnahm. Die Single basiert insbesondere auf Tujamos EDM-Stil. Gemeinsam erreichten sie die belgischen Single-Charts und konnten auch bis an die spitze der deutschen Dance-Charts vorrücken. Gemeinsam nahmen sie zudem Lukes 2000er-Produktion Rocking with the Best neu auf. Beim Ultra Music Festival Miami spielte er einige seiner bisher unveröffentlichten Produktionen. Des Weiteren gab er ein Seminar, bei dem er das richtige Auflegen erklärte. In seinen Augen wird gerade dies zu einfach genommen. Es sei mehr, als nur hinter dem Mischpult zu stehen und die Musik durchlaufen zulassen.
Es folgten die Singles Beat of the Drum mit Angger Dimas und Mina sowie eine Vocal-Version des Liedes XXX mit dem Titel Outer Space, die Gesang von Kris Kiss enthält. Weiterhin veröffentlichte er eine Kollaboration mit dem -Duo Chocolate Puma mit dem Titel Snap That Neck sowie zusammen mit Moska und Terri B Get It Right. Im Herbst 2015 verkündete er mit dem Release der Vorab-Single Let It Go, die von Trevor Guthrie gesungen wird, dass er die Arbeiten an einem neuen Album nahezu fertiggestellt habe. Das Album erschien einen Monat später mit dem Titel Focus. Der Stil des Albums unterschied sich stark von dem seiner sonstigen Produktionen, was auf der einen Seite gelobt wurde, auf der anderen jedoch auch kritisiert wurde. Erfolg blieb sowohl für die Tracks, als auch für das Album aus.
Am 8. Februar 2016 erschien die letzte Single-Auskopplung von Focus in Form des Liedes The Chase, das in Zusammenarbeit mit GTA und Sängerin Aruna entstand. Im Mai 2016 folgte dann eine überraschende Kollaboration mit Afrojack mit dem Titel Move to the Sound. Zudem sind Vocals von Hawkboy enthalten. Zwar gelang der Track in die Beatport Top-100, jedoch stieß das Lied bei den meisten Zuhörern auf Kritik. Grund waren die „veralteten Sounds“ und nicht hervorgehende Kategorie des Liedes.
Gemeinsam mit Jungle-Terror-Produzenten Mike Cervello erschien bereits eine Woche später Front 2 the Back über Yellow Claws Plattenlabel „Barong Family“. Mit Yves V und Hawkboy kehrte er im Sommer 2016 zu seinem typischen Electro-House-Stil zurück, bis er sich durch eine Zusammenarbeit mit Twoloud und der Single Fcuking Beats erstmals im Groove- beziehungsweise Future-House versuchte. Vor Laidback Luke sollen W&W an der Entstehung des Liedes beteiligt gewesen sein. Der Track entwickelte sich zu einem Festival-Hit und zählte viele Plays von unterschiedlichen DJs.
Gemeinsam mit Will Sparks bewegte er sich erstmals im Bounce. So wurde Promiscuous am 5. September 2016 mit Gesang von Alicia Madison veröffentlicht. Mad Man erschien im Herbst 2016. Dabei handelt es sich um eine Kollaboration mit dem niederländischen Big-Room- und Jungle-Terror-Produzenten Kura, welche Charakterzüge in der Single entsprechend widergespiegelt werden. Der Track konnte ihn bis in die Top-30 der Beatport-Charts bringen.
2017 entwickelte er seinen Sound in eine langsamere und melodiösere Richtung. So schloss er sich mit dem Lied XOXO der wachsenden Popularität der Future-Bass-Musik an. Unterstützung holte er sich für die, am 24. Februar 2017 erschienenen Single von Big-Room-Produzenten Ralvero und Sängerin Ina. Gemeinsam mit Made in June und der US-amerikanischen Sängerin Heather Bright veröffentlichte er im April 2017 den Tropical-House-Song Paradise.

## Diskografie

### Studioalben
| Jahr | Titel Musiklabel                       | Anmerkungen                             |
| ---- | -------------------------------------- | --------------------------------------- |
| 1998 | Psyched Up Smile Communication         | Erstveröffentlichung: 30. November 1999 |
| 2002 | Electronic Satisfaction Virgin Records | Erstveröffentlichung: Juni 2002         |
| 2015 | Focus Mixmash Records                  | Erstveröffentlichung: 6. November 2015  |

### Kompilationen
| Jahr | Titel Musiklabel                 | Anmerkungen                       |
| ---- | -------------------------------- | --------------------------------- |
| 2003 | Wildmill Skill United Recordings | Erstveröffentlichung: August 2003 |

### Singles
| Jahr | Titel Album                             | Höchstplatzierung, Gesamtwochen, AuszeichnungChartplatzierungen (Jahr, Titel, Album, Platzierungen, Wochen, Auszeichnungen, Anmerkungen) | Höchstplatzierung, Gesamtwochen, AuszeichnungChartplatzierungen (Jahr, Titel, Album, Platzierungen, Wochen, Auszeichnungen, Anmerkungen) | Höchstplatzierung, Gesamtwochen, AuszeichnungChartplatzierungen (Jahr, Titel, Album, Platzierungen, Wochen, Auszeichnungen, Anmerkungen) | Höchstplatzierung, Gesamtwochen, AuszeichnungChartplatzierungen (Jahr, Titel, Album, Platzierungen, Wochen, Auszeichnungen, Anmerkungen) | Anmerkungen                                                                        |
| Jahr | Titel Album                             | DE | AT | UK | NL | Anmerkungen                                                                        |
| ---- | --------------------------------------- | --- | --- | --- | --- | ---------------------------------------------------------------------------------- |
| 2003 | We Can Not Get Enough! –                | — | — | — | NL5 (8 Wo.)NL | Erstveröffentlichung: 2003 feat. MC Marxman                                        |
| 2009 | Show Me Love The Yearbook               | DE93 (1 Wo.)DE | AT64 (3 Wo.)AT | UK11 Platin · (15 Wo.)UK | — | Erstveröffentlichung: 24. März 2009 Steve Angello mit Laidback Luke feat. Robin S. |
| 2011 | Turbulence –                            | — | — | UK66 (3 Wo.)UK | — | Erstveröffentlichung: 14. Mai 2011 Steve Aoki feat. Lil Jon & Laidback Luke        |
| 2011 | Natural Disaster Playing in the Shadows | — | — | UK37 (6 Wo.)UK | — | Erstveröffentlichung: 16. Oktober 2011 Example vs. Laidback Luke                   |

Weitere Singles
| Jahr | Titel Album                                     | Anmerkungen                                                                      |
| ---- | ----------------------------------------------- | -------------------------------------------------------------------------------- |
| 1998 | Double 0 Double 0 – EP                          |                                                                                  |
| 2000 | Rocking with the Best Electronic Satisfaction   |                                                                                  |
| 2002 | Popmusic Electronic Satisfaction                | feat. Jay Underground                                                            |
| 2002 | Pass the Fury Fuck the Revolution/Pass the Fury |                                                                                  |
| 2004 | More Than Special Mixmash E.P. Vol. 1           | feat. Pimsmit                                                                    |
| 2006 | Don’t Let Go –                                  | mit Paul V.K.                                                                    |
| 2006 | Otherwize Then –                                | mit Steve Angello                                                                |
| 2007 | Show Rocker –                                   |                                                                                  |
| 2007 | Hypnotize –                                     | mit Stephen Granville                                                            |
| 2007 | Get Dumb –                                      | mit Axwell, Steve Angello & Sebastian Ingrosso                                   |
| 2007 | Ambition –                                      | mit DJ DJG                                                                       |
| 2007 | Be –                                            | mit Steve Angello                                                                |
| 2007 | Rocking with the Best –                         |                                                                                  |
| 2007 | Break the House Down –                          |                                                                                  |
| 2007 | Chaa Chaa –                                     | mit Sebastian Ingrosso                                                           |
| 2008 | Generation Noize –                              | mit Roman Salzger & Boogshe                                                      |
| 2008 | Shake It Down –                                 | mit A-Trak                                                                       |
| 2008 | Show –                                          | mit Tom Stephan feat. Romanthony                                                 |
| 2008 | Down with the Mustard –                         |                                                                                  |
| 2009 | Leave the World Behind Until One                | mit Axwell, Sebastian Ingrosso & Steve Angello feat. Deborah Cox                 |
| 2009 | Blau! –                                         | mit Lee Mortimer                                                                 |
| 2009 | My G*O*D* (Guns on Demo) –                      |                                                                                  |
| 2009 | Step By Step –                                  | mit Gregor Salto                                                                 |
| 2009 | Shine Your Light –                              | mit Gregor Salto                                                                 |
| 2009 | Hey! –                                          | mit Diplo                                                                        |
| 2009 | Jackit –                                        | mit Gina Turner als Nouveau Yorican                                              |
| 2010 | Boriqua –                                       | mit Gina Turner als Nouveau Yorican                                              |
| 2010 | Chiuso –                                        | mit Gina Turner als Nouveau Yorican                                              |
| 2010 | Step by Step –                                  | mit Gregor Salto feat. Mavis Acquah                                              |
| 2010 | Timebomb –                                      | feat. Jonathan Mendelsohn                                                        |
| 2010 | Till Tonight –                                  | feat. Jonathan Mendelsohn                                                        |
| 2010 | Indestructible Body Talk (Pt. 3)                | mit Robyn & Laidback Luke                                                        |
| 2011 | Mortal Comeback –                               | feat. Lady Bee                                                                   |
| 2011 | Speak Up –                                      | feat. Wynter Gordon                                                              |
| 2012 | Trilogy –                                       | feat. Norman Doray & Arno Cost                                                   |
| 2012 | We are the Stars –                              | feat. Martel                                                                     |
| 2013 | Pogo –                                          | feat. Majestic                                                                   |
| 2013 | More Bringing Home the Madness                  | mit Dimitri Vegas & Like Mike                                                    |
| 2013 | Dynamo –                                        | mit Hardwell                                                                     |
| 2013 | Mufasa –                                        | mit Peking Duk                                                                   |
| 2014 | Blow –                                          | mit Martin Solveig & Laidback Luke                                               |
| 2014 | Collide –                                       | mit Project 46 feat. Collin McLoughlin                                           |
| 2014 | Flashing Lights –                               | mit D.O.D                                                                        |
| 2014 | We’re Forever –                                 | mit Marc Benjamin feat. Nuthin’ Under A Million                                  |
| 2014 | Bae –                                           | feat. Gina Turner                                                                |
| 2014 | Stepping On The Beat –                          | Erstveröffentlichung: 20. Oktober 2014                                           |
| 2014 | Memories –                                      | Erstveröffentlichung: 21. November 2014 mit Project 46                           |
| 2014 | Go –                                            | Erstveröffentlichung: 8. Dezember 2014 mit Uberjak’d)                            |
| 2015 | S.A.X. –                                        | Erstveröffentlichung: 5. Januar 2015 mit Tujamo                                  |
| 2015 | Rocking with the Best –                         | Erstveröffentlichung: 16. Februar 2015 Tujamo Remix                              |
| 2015 | Beat of the Drum –                              | Erstveröffentlichung: 23. März 2015 mit Angger Dimas feat. Mina                  |
| 2015 | XXX –                                           | Erstveröffentlichung: 11. Mai 2015 mit Shelco Garcia & Teenwolf                  |
| 2015 | Show Me Love 2015 –                             | Erstveröffentlichung: 23. Juni 2015 mit Anevo, Solidisco & Boeboe                |
| 2015 | Outer Space (XXX) –                             | Erstveröffentlichung: 16. Juni 2015 mit Shelco Garcia & Teenwolf feat. Kris Kiss |
| 2015 | Snap That Neck –                                | Erstveröffentlichung: 20. Juli 2015 mit Chocolate Puma                           |
| 2015 | Get It Right –                                  | Erstveröffentlichung: 17. August 2015 mit Moska feat. Terri B!                   |
| 2015 | Let It Go –                                     | Erstveröffentlichung: 12. Oktober 2015 feat. Trevor Guthrie                      |
| 2016 | The Chase –                                     | Erstveröffentlichung: 8. Februar 2016 mit GTA feat. Aruna                        |
| 2016 | Move to the Sound –                             | Erstveröffentlichung: 6. Mai 2016 mit Afrojack feat. Hawkboy                     |
| 2016 | Front 2 the Back –                              | Erstveröffentlichung: 27. Mai 2016 mit Mike Cervello                             |
| 2016 | Fcuking Beats –                                 | Erstveröffentlichung: 4. Juli 2016 mit Twoloud                                   |
| 2016 | To the Beat –                                   | Erstveröffentlichung: 5. August 2016 mit Yves V feat. Hawkboy                    |
| 2016 | Promiscuous –                                   | Erstveröffentlichung: 5. September 2016 mit Will Sparks feat. Alicia Madison     |
| 2016 | Mad Man –                                       | Erstveröffentlichung: 3. Oktober 2016 mit Kura                                   |
| 2017 | XOXO –                                          | Erstveröffentlichung: 24. Februar 2017 mit Ralvero feat. Ina                     |
| 2017 | Paradise –                                      | Erstveröffentlichung: 7. April 2017 mit Made In June feat. Bright Lights         |
| 2017 | Rise –                                          | MixMashFam. Lead Single des Albums mit Mark Villa                                |
| 2017 | It was me –                                     | MixMashFam. mit Keanu Silva                                                      |
| 2018 | It’s Time –                                     | Erstveröffentlichung: 6. April 2018 mit Steve Aoki feat. Bruce Buffer            |
| 2018 | Milkshake (Better Than Yours) –                 | Erstveröffentlichung: 3. August 2018 mit Ale Mora feat. Shermanology             |

### Remixes
| - 1996: Green Velvet – The Stalker - 1998: Lambda – Hold on Tight - 1998: DJ Hyperactive – Wide Open - 2002: Damon Wild & Tim Taylor – Bang the Acid - 2002:Green Velvet – Land of the Lost - 2003: Daft Punk – Crescendolls - 2003: Patrick Alavi – To Be - 2004: Steve Angello – Voices - 2004: Jaimie Fanatic – B Boy Stance - 2005: MYPD – You’re Not Alone - 2006: Hardrox – Feel the Hard Rock - 2006: Another Chance – The Sound of Eden - 2007: TV Rock vs Dukes of Windsor – The Others - 2007: DJ DLG & Laidback Luke – Ambition - 2007: David Guetta feat. Cozi – Baby When the Light - 2007: Denis Naidanow – Ascension - 2008: Roger Sanchez – Again - 2008: David Guetta feat. Tara McDonald – Delirious - 2008: Roger Sanchez feat. Terri B – Bang That Box - 2008: Madonna vs. Dirty South – 4 Minutes to Let It Go - 2008: Joachim Garraud – Are U Ready - 2008: Bob Sinclar – Gymtonic - 2008: Chromeo – Fancy Footwork - 2008: Beyoncé – Me, Myself & I - 2008: Coldplay – Viva la Vida - 2008: Tocadisco – Streetgirls - 2008: Zombie Nation – Kernkraft 400 - 2008: Daft Punk – Teachers - 2008: Dada Life – Rubber Band Boogie - 2008: Ray Parker Jr. – Ghostbusters Theme - 2009: Notorious B.I.G. feat. Puff Daddy & Mase – Mo Money Mo Problems - 2009: David Guetta feat. Kelly Rowland – When Love Takes Over - 2009: Nas – Made You Look | - 2009: Tiësto – I Will Be Here - 2009: MSTRKRFT feat. John Legend – Heartbreaker - 2009: Avicii – Ryu - 2009: The Black Eyed Peas – I Gotta Feeling - 2009: Dizzee Rascal feat. Chrome – Holiday - 2009: Martin Solveig feat. Dragonette – Boys & Girls - 2009: Sandro Silva – Prom Night - 2009: Depeche Mode – Fragile Tension - 2009: Calvin Harris – You Used to Hold Me - 2010: Wynter Gordon – Dirty Talk - 2010: Jay-Z feat. Swizz Beatz – On to the Next One - 2010: Moby – Wait For Me - 2010: Christina Aguilera – Not Myself Tonight - 2010: Lil Jon feat. Kee – Give It All You Got - 2011: Benny Benassi feat. Gary Go – Cinema - 2011: Katy Perry – Last Friday Night (T.G.I.F.) - 2011: Chris Brown feat. Benny Benassi – Beautiful People - 2011: Kanye West feat. Rihanna – All of the Lights (vs. Mata) - 2011: Pitbull feat. Marc Anthony – Rain over Me - 2011: David Guetta feat. Nicki Minaj – Turn Me On - 2012: Madonna feat. M.I.A. & Nicki Minaj – Give Me All Your Luvin’ - 2012: Congorock – Ivory - 2012: Mariah Carey – Triumphant - 2012: Chuckie & Junxterjack – Make Some Noise - 2013: Wallpaper – Good 4 It - 2013: Robin Thicke feat. T.I. & Pharrell – Blurred Lines - 2013: Donna Summer – MacArthur Park - 2013: Calvin Harris feat. Ayah Marar – Thinking About You - 2014: Gregor Salto – Samba do Mundo - 2014: Alex Metric – Heart Weighs A Ton - 2015: Kryoman – Loaded - 2015: Jack Eye Jones – Story |